# Natura 2000-område nr. 187 Kystskrænter ved Arnager Bugt
Natura 2000-område nr. 187 Kystskrænter ved Arnager Bugt   er et Natura 2000-område der består af habitatområde H163  på sydkysten af Bornholm, der har et areal på   20 hektar, hvoraf de 8 hektar er statsejet.
Natura 2000-området ligger   i Vandområdedistrikt III Bornholm  i vandplanomåde  3.1 Bornholm.  i  Bornholms Regionskommune.

## Områdebeskrivelse
Kystskrænterne ved Arnager Bugt  består primært af aflejret sand  fra  kridttiden. Flere steder i klinten findes det såkaldte Arnager-grønsand, som indeholder mange mikroskopiske fossiler. I den østligste del af området findes et fremskudt ”klippeparti”, Homandshald. Det er ikke klipper i egentlig forstand, men en ler- og jernholdig sandsten fra Nedre Kridt, aflejret for ca. 135 mio. år siden. Flere steder i klinten findes det såkaldte Arnager-grønsand, som indeholder mange mikroskopiske fossiler. Desuden ses der ler, lerjernsten og kul fra juratiden dækket af moræne, smeltevandsgrus- og sand.

## Naturfredning
Der er 2 fredninger i området   Arnager kyst og overdrev. I 1969 blev 5,6 hektar kyst og bagland op til Arnager fredet for at give offentligheden adgang. Samtidig blev et areal udstykket til sommerhuse (som fredningsplanudvalget skulle godkende), på hvis veje og stier offentligheden også må færdes til fods. I 1972 fredede man yderligere 9,2 hektar i forlængelse af det foregående areal. Denne fredning (der kaldes for Nylars Strand) skete af rekreative og landskabelige årsager.